# Plaza Independecia (Montevideo)
Plaza Independencia (pl.: Plac Niepodległości) – główny plac w Montevideo, stolicy Urugwaju położony na granicy barrios Ciudad Vieja (Stare Miasto) i Centro. Zaczyna się tutaj główna ulica miasta - Avenida 18 de Julio. Ponadto przechodzi tędy kilka małych, jednokierunkowych ulic: Ciudadel, Florida, Buenos Aires, Juncal oraz Lineris.
Po wschodniej stronie placu znajduje się Ciudadela, brama będąca pozostałością dawnych murów obronnych oraz muzeum Museo Torres Garcia. Po stronie południowej znajdują się Teatr Solís oraz budyneki Torre Ejecutiva będący przyszłą siedzibą prezydenta Urugwaju i Palacio Estévez, najstarsza siedziba. Po stronie południowo-wschodniej ulokowany jest Palacio Salvo oraz Palacio Rinaldi. Po stronie północnej położony jest m. in: Radisson Montevideo Victoria Plaza Hotel.

## Galeria

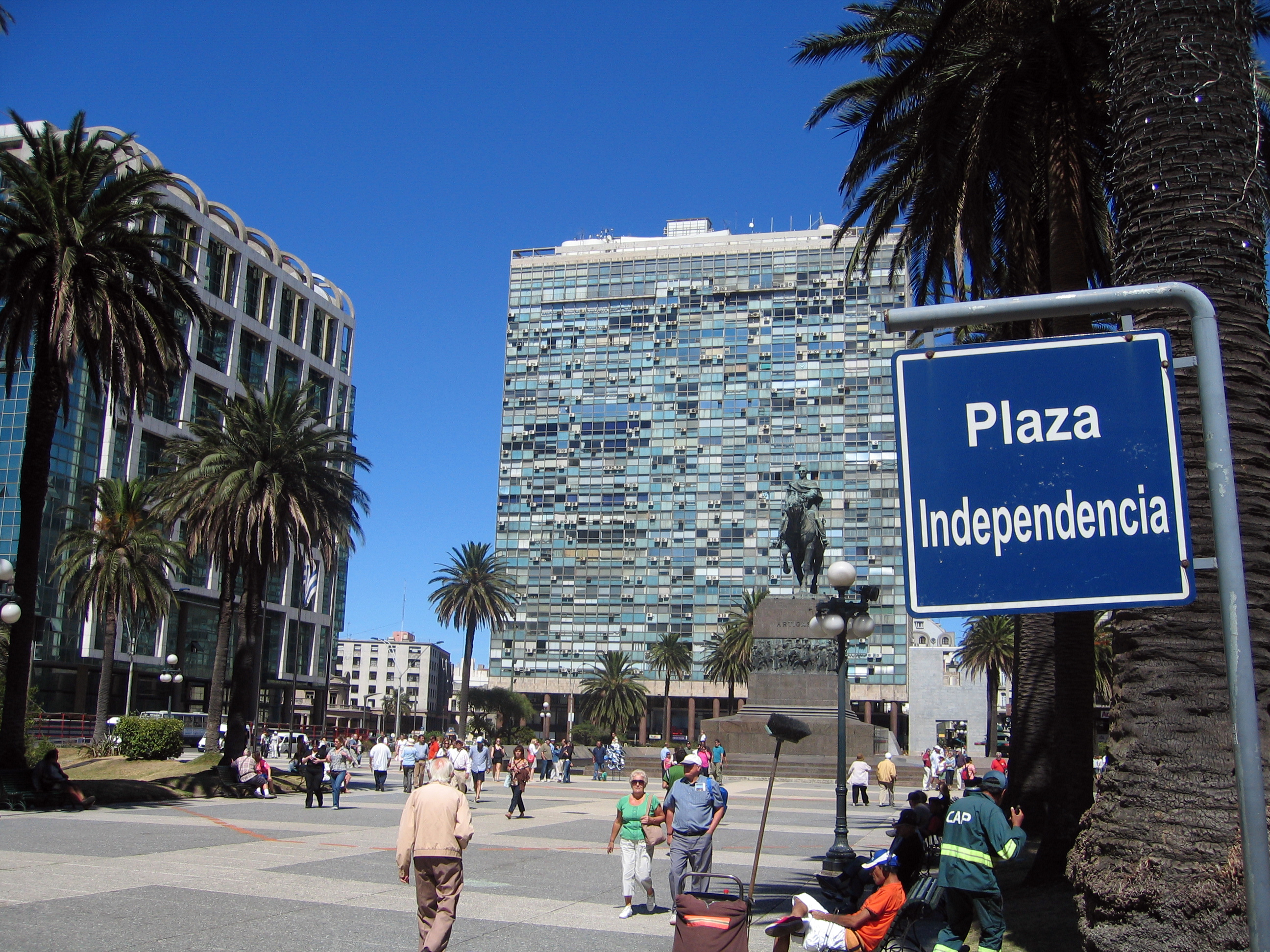
Plaza Independencia
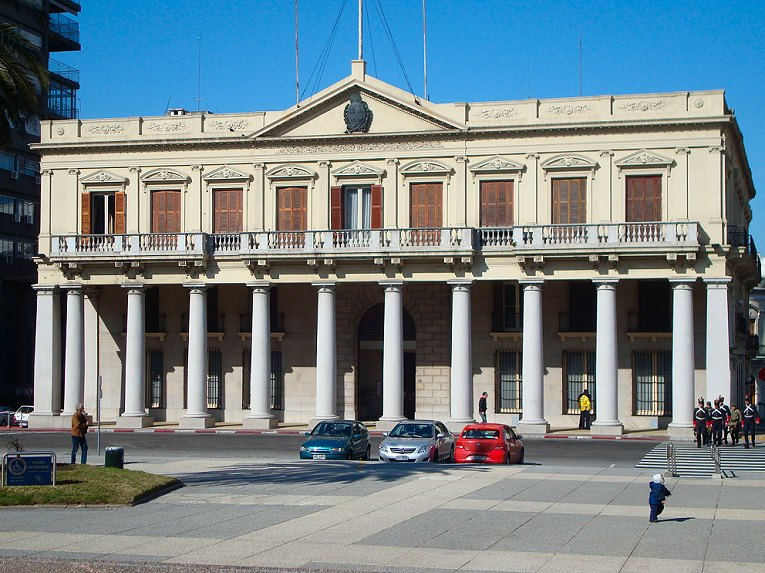
Palacio Estavez
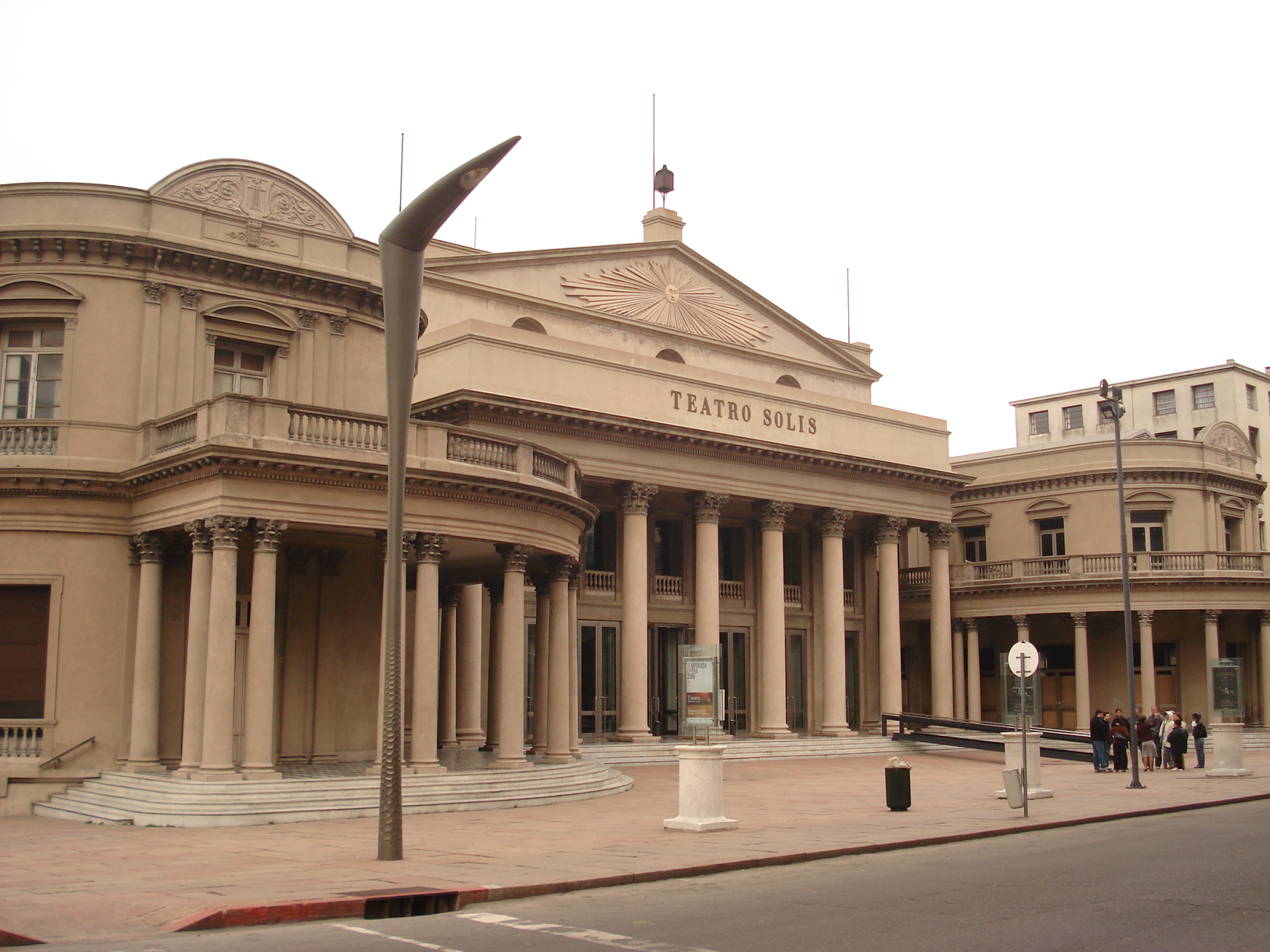
Teatr Solis
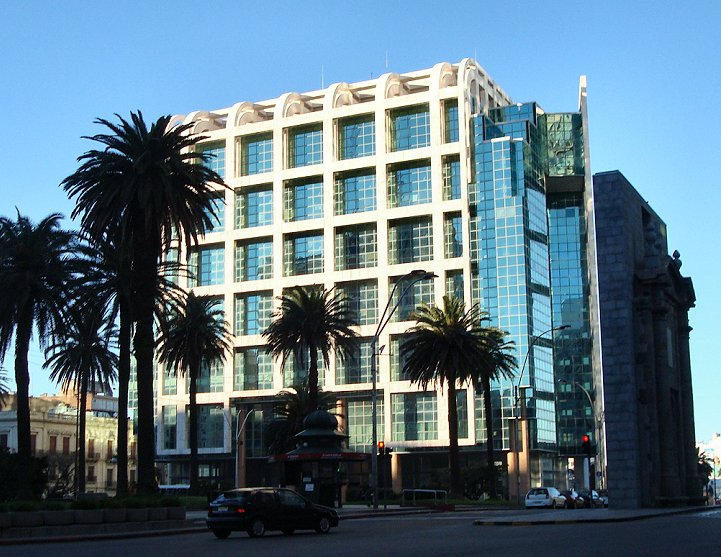
Torre Ejecutiva